# وكيل الرعاية الصحية
في مجال الطب، وكيل الرعاية الصحية (يشار إليه عادةً باسم HCP) هو مستند (صك قانوني) يعين من خلاله المريض (الفرد الأساسي) وكيلًا لاتخاذ قرارات الرعاية الصحية نيابةً عن المريض، عندما يكون المريض غير قادر من اتخاذ وتنفيذ قرارات الرعاية الصحية المنصوص عليها في التوكيل. بمجرد أن يصبح وكيل الرعاية الصحية فعالًا، يستمر الوكيل في اتخاذ قرارات الرعاية الصحية طالما أن الفرد الأساسي مؤهل قانونيًا لاتخاذ القرار. علاوة على ذلك، في الوظائف القانونية والإدارية، فإن وكيل الرعاية الصحية هو أداة قانونية مشابهة لتوكيل رعاية صحية ناشئ. يجب أن يعلن الوكيل عن وكيل الرعاية الصحية الذي سيحصل على توكيل دائم. تخطر هذه الوثيقة أيضًا بالسلطة الممنوحة من المدير للوكيل وتوضح حدود هذه السلطة.
يُسمح للأشخاص الذين تزيد أعمارهم عن 18 عامًا بالحصول على وكيل رعاية صحية، وهذه المستندات مفيدة في المواقف التي تجعل الشخص غير قادر على توصيل رغباته مثل أن يكون في حالة غيبوبة مزمنة، أو مصاب بنوع من الخرف أو مرض يزيله قدرة الشخص على التواصل بشكل فعال، أو أن يكون تحت التخدير عندما يلزم اتخاذ قرار. وكلاء الرعاية الصحية هي إحدى الطرق الثلاث التي يتم بها سن صانعي القرار البديل، والطريقتان الأخريان هما أوامر المحكمة وقوانين الخلافة التلقائية لصانعي القرار. على عكس الوصية الحية، لا يحدد وكلاء الرعاية الصحية النتائج المحتملة بردود فعل محددة مسبقًا، بل يعينون شخصًا ما لتنفيذ رغبات الفرد.

## تاريخ
لقد تغيرت أساليب تخطيط الرعاية الصحية وأدوات الإعداد المتقدم بشكل كبير على مر السنين. نشأ مفهوم التوكيل الدائم في ولاية فرجينيا في عام 1954 بغرض تحديد مسائل الملكية. وقد أتاح ذلك استمرار وجود التوكيل الرسمي بعد أن فقد الشخص الأصلي القدرة على القيام بالإجراءات اللازمة. تطور هذا المفهوم على مر السنين وفي عام 1983، تناولت لجنة الرئيس لدراسة المشكلات الأخلاقية في الطب والبحوث الطبية الحيوية والسلوكية هذه الفكرة باعتبارها واحدة من الإمكانات الكبيرة في صناعة الرعاية الصحية. كما ذكرت هذه اللجنة إمكانية إساءة المعاملة كمصدر قلق ملحوظ في المستقبل. ردًا على هذه اللجنة، كان هناك تطور لهذا المفهوم خلال الثمانينيات والتسعينيات ما أدى في النهاية إلى حصول جميع الولايات في أمريكا على توكيل عام 1997.

## المعايير
تضع بعض الولايات القضائية قيودًا على الأشخاص الذين يمكنهم التصرف كوكلاء. (يحظر البعض تعيين الأطباء المعالجين وكلاء للرعاية الصحية). على أي حال، يجب أن يكون الوكيل شخصًا قريبًا من الفرد الأساسي ويثق به. وفقًا لولاية ماساتشوستس، لا يمكن لأي شخص موظف أو مسؤول في منشأة أن يكون وكيلا ما لم يكن ذلك لشخص على صلة أسرية بهم. على أي حال، يُنصح الوكيل بأن يكون شخصًا قريبًا وموثوقًا به من قبل الفرد الأساسي. في حالة عدم وجود توكيل رسمي، يجب تعيين وصي قانوني. 